# SRGB

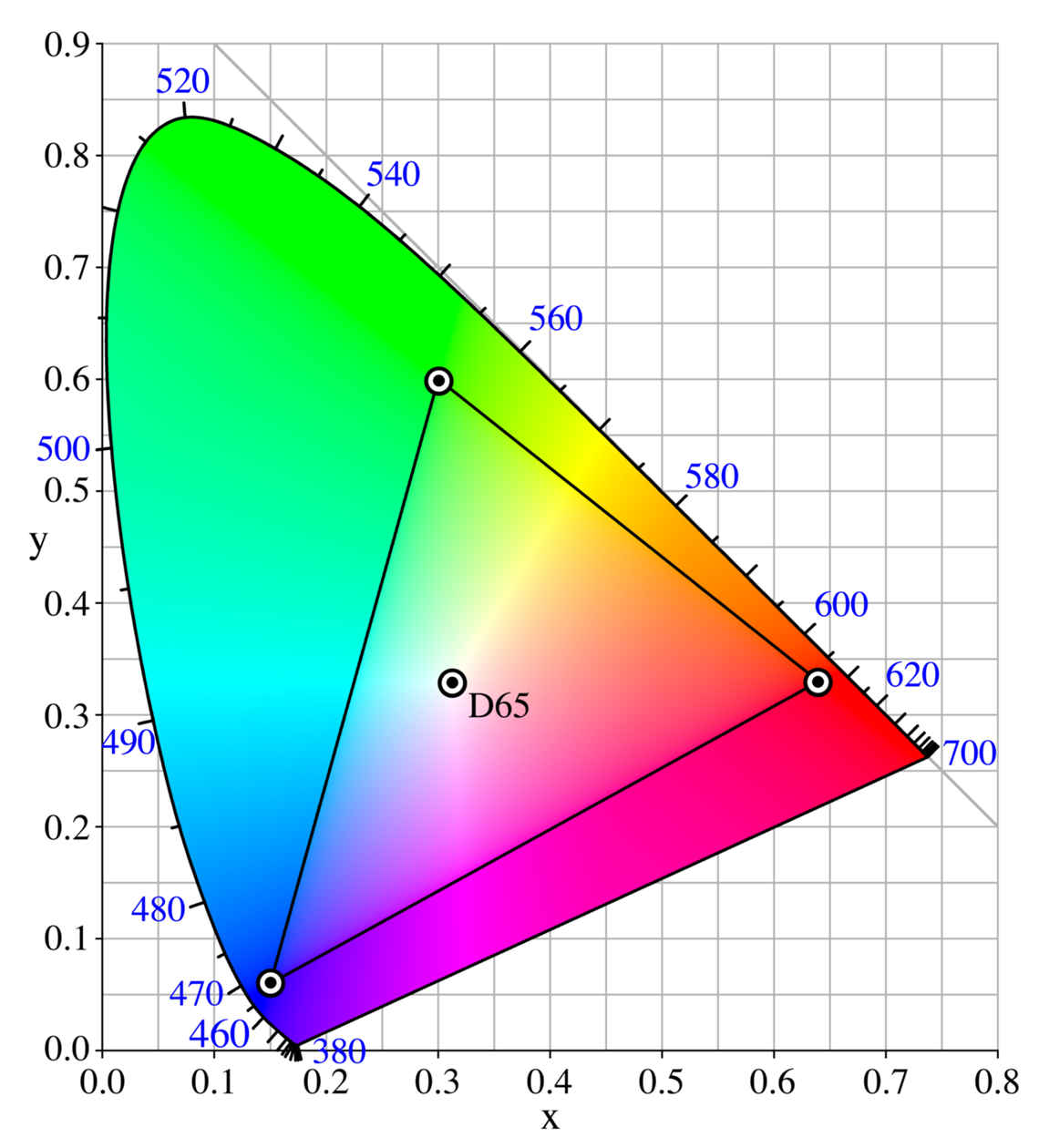

O sRGB (standard RGB) é um sistema eletrónico de cores criado pela HP e Microsoft.

## Introdução

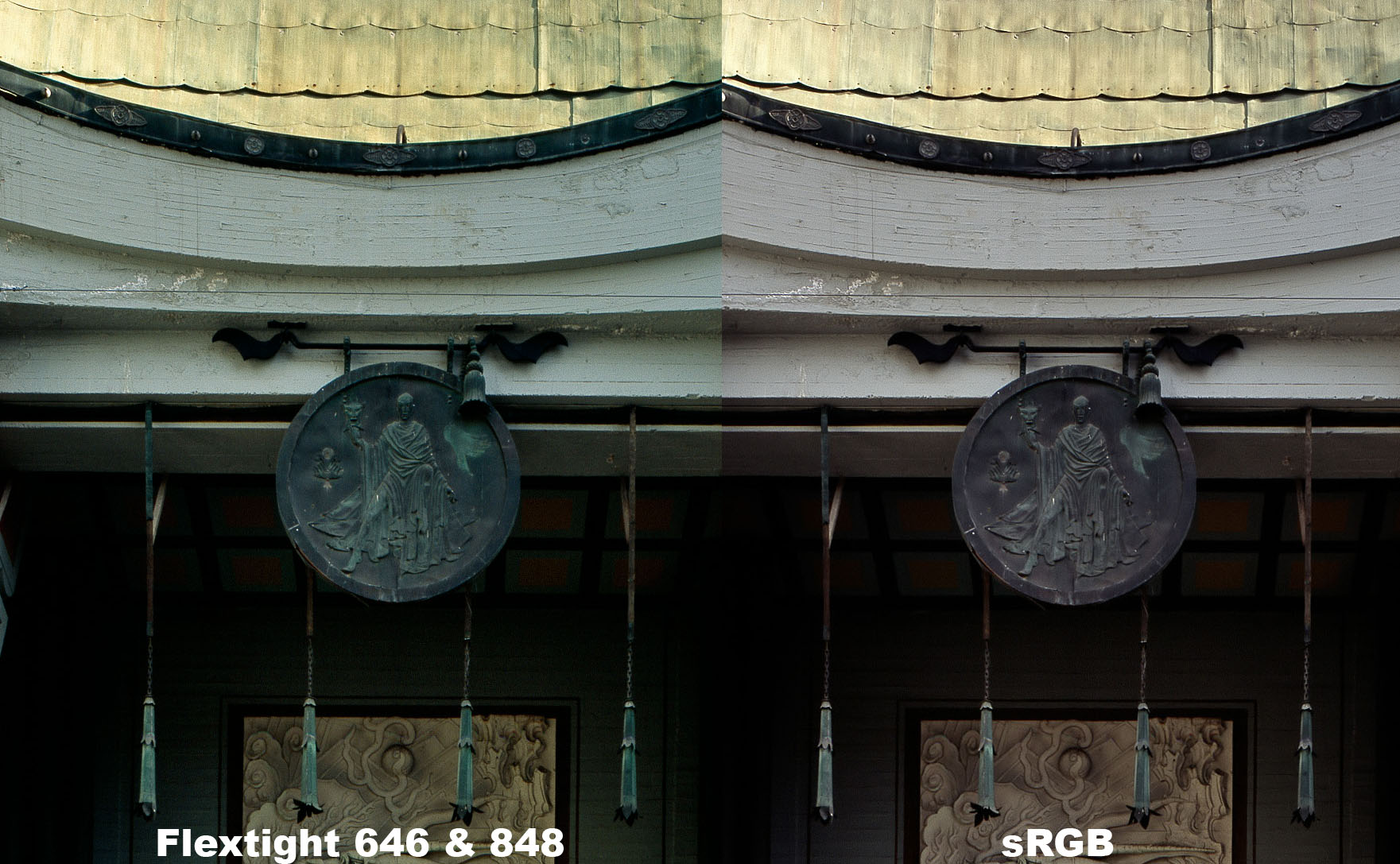

Inicialmente desenvolvido para a integração entre equipamentos digitais, o sRGB hoje, é o espaço de cores padrão para a fotografia digital, embora sua gama de cores não seja tão ampla quanto o Adobe RGB ou o cieLab.
Como a maioria dos equipamentos de imagens digitais saem de fábrica com este padrão de espaço, o usuário precisa "calibrar" este equipamento para o espaço de cor específico que seja diferente do sRGB.
Os minilabs digitais usam amplamente este espaço de cores pelo facto de que a maioria dos monitores podem exibir apenas as cores do espaço sRGB.
Para um tratamento de imagem mais "adequado", é recomendável que primeiro a imagem seja convertida para um espaço de cores mais amplo, como o Adobe RGB, e depois de ter feito as devidas alterações, se retorne ao espaço sRGB, evitando que se perca muitas informações de cores.

## História
O espaço de cor sRGB foi endossado pelo W3C, Exif, Intel, Pantone, Corel, e muitos outros empreendedores industriais, e é bem aceite e apoiado pelo software de código aberto, como o GIMP, e é utilizado em próprios, e para abrir formatos de arquivo gráfico, tais como SVG.
O espaço de cor sRGB é bem especificado, e é desenhado para corresponder tanto para usuários típicos de casa, como em escritório, disponibilizando visualização em diferentes condições, em vez do ambiente sombrio tipicamente utilizado para fins comerciais.
Quase todo o software era e é desenhado com o pressuposto de que de uma imagem colocada em um display de 8-bit-per-channel (8 bits por canal) da irá aparecer tanto quanto o sRGB especificação ditames. LCDs, câmeras digitais, impressoras, scanners e todos seguem o padrão sRGB. Os dispositivos que não seguem naturalmente sRGB (como foi o caso dos monitores CRT) incluem circuitos compensadores ou software, para que no final, eles também obedecem a esse padrão. Por esta razão, pode-se geralmente assumir, que na ausência de perfis incorporados ou qualquer outra informação, que qualquer 8 bits por canal da imagem, ou qualquer 8-bit-per-channel de imagem API ou dispositivo interface, pode ser tratada como estando no espaço de cor sRGB. Quando um espaço de cor RGB com uma gama mais alargada é necessário, de cor geralmente gestão devem ser empregadas para mapear dados de imagem para aparecer correctamente no visor.

## Atualmente
Hoje, o padrão sRGB está tão perto quanto se pode chegar de um verdadeiro espaço de cor universal. O sRGB foi desenvolvido para integrar o espaço de cor de um monitor de computador típico. Seu uso está difundido e é o espaço de cor padrão do Windows XP, de visualizadores da Web, inúmeros visualizadores e editores de imagem e outros softwares da plataforma Windows. Talvez o mais importante nessa discussão seja que esse é também o espaço de cor inserido virtualmente em todas as câmeras digitais atuais. Na verdade, se sua câmera não inclui a opção de escolha de um espaço de cor, é quase certo que não há outro a não ser o sRGB. E se sua câmera inclui opções de espaços de cor, o sRGB é provavelmente um deles.
1. ↑  «Qual a diferença entre SRGB e Adobe RGB?». Sony. Consultado em 6 de janeiro de 2022